# Oseias (Fundão)
Oseias de Almeida Neto ou o Oseias é um bairro do distrito de Fundão, no município brasileiro de Fundão, estado do Espírito Santo. No bairro, será construído o novo fórum Desembargador Cícero Alves.
O Oseias foi criado pela lei municipal nº 198/2001:
| “ | Fica denominado Bairro Oséas de Almeida Neto, [sic] o perímetro urbano que se inicia na Ponte José Loureiro Lyrio, seguindo margeando o Rio Fundão até encontrar as propriedades dos Srs. Clerio Zuccolotto [sic], Mário Prati e Janilton Nunes Lyrio. | ” |